# Katarzyna Jurkowska-Kowalska
Katarzyna Iwona Jurkowska-Kowalska (ur. 18 lutego 1992 w Krakowie) – polska gimnastyczka, sześciokrotna mistrzyni Polski, reprezentantka kraju na Igrzyskach Olimpijskich w Rio de Janeiro, dwukrotna finalistka Mistrzostw Europy (5. miejsce na równoważni w 2013, 8. miejsce w skoku w 2016), wielokrotna uczestniczka Mistrzostw świata.
13 lipca 2013 roku wyszła za mąż za zawodnika piłki ręcznej Arkadiusza Kowalskiego. Ślub odbył się w Zabrzu.
Wystąpiła w teledysku Andrzeja Piasecznego do piosenki „Twój największy skarb”.

## Kariera

### 2007-2008
Jurkowska rozpoczęła swoją karierę w rangach seniorek w 2007 roku. Na Mistrzostwach Polski w Krakowie, zajęła 5. miejsce w wieloboju indywidualnym z wynikiem 50,350. W finałach na poszczególnych przyrządach, zdobyła brązowe medale w ćwiczeniach wolnych (12,700) i skoku (13,237, ex aequo z Moniką Frandofert) oraz zajęła 4. miejsce na równoważni (13,000) i 8. na poręczach (9,425).
Tego samego roku, startowała na Mistrzostwach świata w Stuttgarcie, jednak po słabych kwalifikacjach uplasowała się na bardzo odległym 124. miejscu w wieloboju z wynikiem 48,500. Kadra polski uplasowała się na 22. miejscu drużynowo, osiągając łączny wynik 206,700. Pod koniec roku, wzięła udział w międzynarodowym turnieju w Blanc-Mesnil, gdzie wygrała brązowy medal w konkurencji drużynowej.
Na Mistrzostwach Polski w Szczecinie w 2008 roku, Jurkowska startowała tylko w ćwiczeniach na poręczach. W finale na przyrządzie, zajęła 6. miejsce z notą 12,325.
W kwietniu, wzięła udział w Mistrzostwach Europy we francuskim Clermont-Ferrand. W kwalifikacjach, zajęła 33. miejsce na równoważni (13,500) i 71. w ćwiczeniach wolnych (12,025). Polki uplasowały się na 12. lokacie w wieloboju indywidualnym (w składzie Jurkowska, Marta Pihan, Sara Szczawińska, Paula Plichta, Joanna Litewka).
W czerwcu, wystartowała w zawodach Gym-Festival w Trnawie, gdzie zajęła 8. miejsce w wieloboju indywidualnym (51,700).

### 2009
W marcu, wzięła udział w Pucharze Białorusi w Mińsku, gdzie zajęła 6. miejsce w wieloboju (49,000) i wygrała srebrny medal w ćwiczeniach na równoważni (13,000).
W maju, Jurkowska startowała w Pucharze świata w Moskwie, gdzie zakwalifikowała się na finału na równoważni na 6. miejscu z notą 13,450. W finale, znalazła się na tej samej pozycji mimo niższego wyniku (12,850). Miesiąc później, Jurkowska zdobyła brązowy medal w wieloboju na Mistrzostwach Polski w Zabrzu. Wygrała też srebrny medal w skoku i drugi brąz w ćwiczeniach wolnych oraz zajęła 4. miejsce na poręczach i 5. miejsce na równoważni. Na Pucharze Witala Szczerby, zajęła 17. miejsce w wieloboju (51,150) i 4. miejsce w finale na równoważni (13,525).
W październiku, wzięła udział w Mistrzostwach świata w Londynie, gdzie zajęła 52. miejsce w kwalifikacjach wieloboju (48,175), 86. na poręczach (10,675), 65. na równoważni (12,350) i 70. w ćwiczeniach wolnych (12,050). Ostatecznie nie awansowała do żadnego finału.
W listopadzie, zakwalifikowała się do finału na równoważni (12,750) na Pucharze świata w Osijeku. W finale zajęła 5. miejsce z notą 12,350. Podczas kolejnego Pucharu świata w Stuttgarcie, Jurkowska zajęła 10. miejsce na równoważni (13,075) i 15. w ćwiczeniach wolnych (12,150).
W grudniu, startowała w japońskim Pucharze w Toyocie, gdzie wygrała brązowy medal w skoku (13,300 i 13,025) oraz zajęła 11. miejsce na poręczach (12,175), 10. miejsce na równoważni (13,075) i 8. w ćwiczeniach wolnych (13,075).

### 2010
W kwietniu 2010 roku, w składzie z Martą Pihan-Kuleszą, Gabrielą Janik i Joanną Litewką, zajęła 10. miejsce drużynowo na Mistrzostwach Europy w Birmingham. Indywidualnie, Jurkowska zajęła 21. miejsce na równoważni z notą 13,275 oraz 50. w ćwiczeniach wolnych z wynikiem 12,125.
Pod koniec maja, zdobyła drugi brązowy medal w wieloboju na Mistrzostwach Polski w Iławie. Wygrała też dwa srebrne medale na równoważni (13,450) i w ćwiczeniach wolnych (13,250) oraz brązowy medal w skoku (13,350, ex aequo z Paulą Plichtą). Na poręczach uplasowała się na 4. lokacie (11,975).
We wrześniu, wzięła udział w Pucharze Szczerby, gdzie uplasowała się na 6. miejscu w wieloboju (49,950). W finałach na przyrządach, wygrała złoto na równoważni (13,375) i srebro w ćwiczeniach wolnych (13,275) oraz zajęła 7. miejsce w finale skoku (12,200).
W październiku, startowała w Mistrzostwach świata w Rotterdamie. W kwalifikacjach, zajęła 44. miejsce na równoważni i 79. w ćwiczeniach wolnych z wynikami 13,533 i 13,033. Kadra Polski (w składzie: Jurkowska, Marta Pihan-Kulesza, Monika Frandofert, Gabriela Janik, Joanna Litewka i Paula Plichta) zajęła 17. lokatę w wieloboju drużynowym z wynikiem 206,770. Tego samego miesiąca, Jurkowska wzięła udział w Pucharze świata w Osijeku, gdzie zakwalifikowała się na 1. miejscu na równoważni. W finale, zajęła 7. miejsce z notą 12,175. Uplasowała się też na 4. lokacie w ćwiczeniach wolnych (12,700).
W listopadzie, razem z Adamem Kierzkowskim, zajęła 4. miejsce w finale par na Grand Prix w Brnie.

### 2011-2012
W marcu, wzięła udział w Mistrzostwach Polski w Gdańsku, gdzie zajęła 6. miejsce w wieloboju (42,200). W finałach na przyrządach, wygrała srebrny medal na równoważni z wynikiem 13,666, dzieląc drugie miejsce z Moniką Frandofert. Zajęła również 4. miejsce w skoku (13,416) i 5. miejsce na poręczach (10,600).
W grudniu, startowała w Pucharze świata w Ostrawie, gdzie zakwalifikowała się na 1. miejscu na równoważni (13,925) i 7. w ćwiczeniach wolnych (11,250). W finałach, zdobyła srebrny medal na równoważni z notą 14,000 i uplasowała się na 5. miejscu w ćwiczeniach wolnych z punktacją 12,350.
W marcu 2012 roku, Jurkowska startowała w Pucharze świata w Chociebużu, gdzie zajęła 12. miejsce w skoku (13,050), 17. na równoważni (12,200) i 9. w ćwiczeniach wolnych (13,025). W tym samym miesiącu, zajęła 17. miejsce na równoważni (12,800) na kolejnym Pucharze świata w Dausze. W kwalifikacjach Pucharu świata w Mariborze, zakwalifikowała się na drugim miejscu do finału na równoważni (14,000) i zajęła 17. miejsce w ćwiczeniach wolnych (11,500) i 11. w skoku (13,200). W finale na równoważni, otrzymała notę 13,725 i wygrała srebrny medal.
W maju, startowała na Mistrzostwach Europy w Brukseli. W kwalifikacjach miała 21. najwyższy wynik w wieloboju indywidualnym i pomogła polskiej kadrze uplasować się na 13. miejscu drużynowo. Zajęła również 18. miejsce na równoważni (14,000), 41. w ćwiczeniach wolnych (12,766) i 63. na poręczach (10,033).

### 2013-2014
W 2013 roku, Jurkowska startowała na Mistrzostwach Europy w Moskwie, gdzie zakwalifikowała się do finału na równoważni z wynikiem 13,500. W finale, otrzymała końcową notę 13,866 i zajęła 5. miejsce. W październiku, zajęła 16. miejsce na równoważni w kwalifikacjach na Pucharze świata w Osijeku z punktacją 12,775. W listopadzie, zdobyła złoty medal z TS Wisła Kraków na Drużynowych Mistrzostwach Polski.
Rozpoczęła rok 2014 na Pucharze świata w Chociebużu, gdzie zakwalifikowała się na drugim miejscu na równoważni z notą 14,033 i zajęła 12. miejsce w ćwiczeniach wolnych (12,800). Ostatecznie zajęła 5. miejsce w finale ćwiczeń na równoważni z wynikiem 13,075. Pod koniec marca, zdobyła złoty medal w konkurencji drużynowej na 5. zawodach Austrian Team Open w Linz. Polki wygrały o niemal 15 punktów z kadrą Austrii. W wieloboju indywidualnym, Jurkowska uplasowała się na 9. miejscu. W kwietniu, kadra Polski wygrała kolejny złoty medal na międzynarodowym meczu z Czechami, Izraelem i Austrią w Brnie, gdzie miały przewagę ośmiu punktów. Indywidualnie, zajęła 4. miejsce w wieloboju, otrzymując najwyższy wynik zawodów w ćwiczeniach na równoważni (14,050). Tego samego miesiąca, zdobyła srebro w ćwiczeniach wolnych i brąz na równoważni podczas Pucharu Korei w Inczon.
W maju, wzięła udział w Mistrzostwach Europy w Sofii, gdzie zajęła 18. miejsce na równoważni i 42. w ćwiczeniach wolnych. Do awansu drużynowego, Polkom brakło półtora punktu i ostatecznie uplasowały się na 10. lokacie z wynikiem 160,729. Miesiąc później, zdobyła brązowy medal w wieloboju na Indywidualnych Mistrzostwach Polski w Białej Podlaskiej. Wygrała też srebrne medale na poręczach i równoważni.
We wrześniu, startowała w międzynarodowym meczu z Czechami w Nysie, gdzie Polki uplasowały się na drugim miejscu drużynowo. Jurkowska uzyskała najwyższy wynik na równoważni, 14,766.
Na początku października, wzięła udział w Mistrzostwach świata w Nanning. W kwalifikacjach uplasowała się na 53. miejscu w wieloboju (52,066) i nie awansowała do żadnego finału. W konkurencji drużynowej, Polki zajęły 17. miejsce. Podczas zawodów, Jurkowska była pierwszą gimnastyczką w historii, która wykonała skok z obrotem o 360 stopni w ćwiczeniach wolnych, który został nazwany jej imieniem.

### 2015-2016
W marcu 2015 roku, startowała w Pucharze świata w Chociebużu, gdzie awansowała do finału na równoważni, zajmując 3. miejsce w kwalifikacjach. Ostatecznie zajęła 4. miejsce.
Podczas kwalifikacji Mistrzostw Europy w Montpellier, zajęła 34. miejsce w wieloboju indywidualnym. Znaczne błędy w ćwiczeniach sprawiły, że nie awansowała do finałów, zajmując 17. miejsce w skoku, 62. na poręczach, 35. na równoważni i 27. w ćwiczeniach wolnych. W maju, wygrała swój pierwszy tytuł mistrzyni Polski w wieloboju na Indywidualnych Mistrzostwach Polski w Szczecinie z notą 56,183. Zdobyła również złoto na równoważni (14,700), srebro w ćwiczeniach wolnych (13,533) i brąz w skoku (12,700).
Razem z Gabrielą Janik i Paulą Plichtą, zajęła 11. miejsce na I Igrzyskach Europejskich w Baku. Indywidualnie, zajęła 23. miejsce w wieloboju, 19. na równoważni, 13. w ćwiczeniach wolnych, 14. w skoku i 35. na poręczach. Nie awansowała do żadnych finałów. W październiku, startowała w Mistrzostwach świata w Glasgow, gdzie Polki uplasowały się na 19. lokacie drużynowo. Jurkowska zajęła 64. miejsce w wieloboju indywidualnym, 50. na poręczach, 73. na równoważni i 103. w ćwiczeniach wolnych.
W marcu 2016, wzięła udział w zawodach Austrian Open, gdzie wygrała brązowy medal w wieloboju drużynowym i zajęła 4. miejsce w wieloboju indywidualnym. W tym samym miesiącu, Polki zajęły 4. miejsce na zawodach drużynowych Pucharu świata w Stuttgarcie. Jurkowska uplasowała się na 2. miejscu w skoku, 5. na poręczach, 6. na równoważni i 8. w ćwiczeniach wolnych.
W kwietniu, zdobyła złoty medal na równoważni i srebro w ćwiczeniach wolnych na Pucharze świata w Chociebużu, po czym zyskała kwalifikację na Igrzyska Olimpijskie w Rio de Janeiro.
Na Mistrzostwach Polski w Zabrzu, Jurkowska zdobyła swój drugi tytuł mistrzyni Polski w wieloboju i wygrała złote medale na równoważni i ćwiczeniach wolnych, srebro w skoku i brąz na poręczach. Na Pucharze świata w Warnie, wygrała brązowy medal w skoku i zajęła 5. miejsce na równoważni i 9. na poręczach.
W czerwcu, wzięła udział w Mistrzostwach Europy w Bernie. W kwalifikacjach zajęła 11. miejsce w wieloboju indywidualnym i drużynowym oraz zajęła 15. miejsce na równoważni, 19. w ćwiczeniach wolnych i 54. na poręczach. Zakwalifikowała się do finału w skoku, w którym po upadku zajęła 8. miejsce.

#### Igrzyska Olimpijskie w Rio de Janeiro
Na igrzyskach zadebiutowała w 2016 podczas igrzysk olimpijskich w Rio de Janeiro. W czterech konkurencjach, których brała udział nie udało się zakwalifikować do finału. W skoku uzyskała 14,466 punktów, w ćwiczeniach wolnych – 13,300, w ćwiczeniach na równoważni – 12,333, natomiast w ćwiczeniach na poręczach asymetrycznych – 11,700. Po zsumowaniu punktów zdobyła razem 51,799 punktów, co nie pozwoliło jej rywalizować w decydujących o medale zawodach. Ostatecznie zajmęła 49. miejsce.
Po igrzyskach postanowiła zakończyć rywalizację w zawodach, zostając trenerem gimnastyki.

### 2017-2018
W listopadzie 2017 roku, postanowiła wrócić do startów na Indywidualnych Mistrzostwach Polski w Warszawie, gdzie zdobyła srebrny medal na równoważni. Na Pucharze świata w Chociebużu, zajęła 4. miejsce w finale ćwiczeń na równoważni.
W 2018 roku, startowała w kolejnym Pucharze świata w Guimarães, gdzie zajęła 5. miejsce na równoważni. Na Indywidualnych Mistrzostwach Polski w Gdańsku, zajęła 4. miejsce w wieloboju i zdobyła złoty medal na równoważni i srebro w skoku.
Reprezentowała Polskę na Mistrzostwach Europy w Glasgow, gdzie zajęła 13. miejsce w konkurencji drużynowej. Indywidualnie, uplasowała się na 41. lokacie na równoważni i 59. w ćwiczeniach wolnych. Pod koniec roku, startowała na Mistrzostwach świata w Dausze. Polki znalazły się na 22. miejscu, natomiast Jurkowska zajęła 49. miejsce w wieloboju, 96. na poręczach, 60. na równoważni i 102. w ćwiczeniach wolnych.
W 2019 urodziła syna i nie brała udziału w żadnych zawodach.

## Historia zawodów
| Rok  | Zawody                           | Miejsce          | AA  | VT | UB | BB | FX  | Drużynowo |
| ---- | -------------------------------- | ---------------- | --- | -- | -- | -- | --- | --------- |
| 2007 | Indywidualne Mistrzostwa Polski  | Kraków           | 5   |    | 8  | 4  |     |           |
| 2007 | Mistrzostwa świata               | Stuttgart        | 124 |    |    |    |     | 22        |
| 2007 | International Tournament         | Blanc-Mesnil     |     |    |    |    |     |           |
| 2008 | Indywidualne Mistrzostwa Polski  | Szczecin         |     |    | 6  |    |     |           |
| 2008 | Mistrzostwa Europy               | Clermont-Ferrand |     |    |    | 33 | 71  | 12        |
| 2008 | Gym-Festival                     | Trnawa           | 8   |    |    |    |     |           |
| 2009 | Puchar Białorusi                 | Mińsk            | 6   |    |    |    |     |           |
| 2009 | Puchar świata                    | Moskwa           |     |    |    | 6  |     |           |
| 2009 | Indywidualne Mistrzostwa Polski  | Zabrze           |     |    | 4  | 5  |     |           |
| 2009 | Puchar Szczerba                  | Mińsk            | 17  |    |    | 4  |     |           |
| 2009 | Mistrzostwa świata               | Londyn           | 52  |    | 86 | 65 | 70  |           |
| 2009 | Puchar świata                    | Osijek           |     |    |    | 5  |     |           |
| 2009 | Puchar świata                    | Stuttgart        |     |    |    | 10 | 15  |           |
| 2009 | Toyota International             | Toyota           |     |    | 11 | 10 | 8   |           |
| 2010 | Mistrzostwa Europy               | Birmingham       |     |    |    | 21 | 50  | 10        |
| 2010 | Indywidualne Mistrzostwa Polski  | Iława            |     |    | 4  |    |     |           |
| 2010 | Puchar Szczerba                  | Mińsk            | 6   | 7  |    |    |     |           |
| 2010 | Mistrzostwa świata               | Rotterdam        |     |    |    | 44 | 79  | 17        |
| 2010 | Puchar świata                    | Osijek           |     |    |    | 7  | 4   |           |
| 2010 | Grand Prix de Gymnastique        | Brno             |     |    |    |    |     | 4         |
| 2011 | Indywidualne Mistrzostwa Polski  | Gdańsk           | 6   | 4  | 5  |    |     |           |
| 2011 | Puchar świata                    | Ostrawa          |     |    |    |    | 5   |           |
| 2012 | Puchar świata                    | Chociebuż        |     | 12 |    | 17 | 9   |           |
| 2012 | Puchar świata                    | Doha             |     |    |    | 17 |     |           |
| 2012 | Puchar świata                    | Maribor          |     | 11 |    |    | 7   |           |
| 2012 | Mistrzostwa Europy               | Bruksela         | 21  |    | 63 | 18 | 41  | 13        |
| 2013 | Mistrzostwa Europy               | Moskwa           |     |    |    | 5  |     |           |
| 2013 | Puchar świata                    | Osijek           |     |    |    | 16 |     |           |
| 2013 | Drużynowe Mistrzostwa Polski     | Olsztyn          |     |    |    |    |     |           |
| 2014 | Puchar świata                    | Chociebuż        |     |    |    | 5  | 12  |           |
| 2014 | 5. TWG Austrian Team Open        | Linz             | 9   |    |    |    |     |           |
| 2014 | International CZE-AUT-POL-ISR    | Brno             | 4   |    |    |    |     |           |
| 2014 | Puchar Korei                     | Inczon           |     |    |    |    |     |           |
| 2014 | Mistrzostwa Europy               | Sofia            |     |    |    | 18 | 42  | 10        |
| 2014 | Indywidualne Mistrzostwa Polski  | Biała Podlaska   |     | 4  |    |    |     |           |
| 2014 | Mecz Polska-Czechy               | Nysa             |     |    |    |    |     |           |
| 2014 | Mistrzostwa świata               | Nanning          | 53  |    |    |    |     | 17        |
| 2015 | Puchar świata                    | Chociebuż        |     |    |    | 4  |     |           |
| 2015 | Mistrzostwa Europy               | Montpellier      | 34  | 17 | 62 | 35 | 27  |           |
| 2015 | Indywidualne Mistrzostwa Polski  | Szczecin         |     |    | 6  |    |     |           |
| 2015 | 1. Igrzyska Europejskie          | Baku             | 23  | 14 | 35 | 19 | 13  | 11        |
| 2015 | Mecz AUT-HUN-POL                 | Grieskirchen     |     |    |    |    |     |           |
| 2015 | Barbórka Cup                     | Zabrze           |     |    | 6  |    |     |           |
| 2015 | Mistrzostwa świata               | Glasgow          | 64  |    | 50 | 73 | 103 | 19        |
| 2016 | 7. TWG Austrian Team Open        | Linz             | 4   |    |    |    |     |           |
| 2016 | Puchar świata – Team Challenge   | Stuttgart        |     |    | 5  | 6  | 8   | 4         |
| 2016 | Puchar świata                    | Chociebuż        |     |    |    |    |     |           |
| 2016 | Olympic Test Event               | Rio de Janeiro   | 32  |    |    |    |     |           |
| 2016 | Indywidualne Mistrzostwa Polski  | Zabrze           |     |    |    |    |     |           |
| 2016 | Bundesliga                       | Hanower          |     |    |    |    |     |           |
| 2016 | Puchar świata                    | Warna            |     |    | 9  | 5  |     |           |
| 2016 | Mistrzostwa Europy               | Berno            | 11  | 8  | 54 | 15 | 19  | 11        |
| 2016 | Puchar świata                    | Anadia           |     | 7  |    | 14 |     |           |
| 2016 | XXXI Letnie Igrzyska Olimpijskie | Rio de Janeiro   | 49  |    | 76 | 71 | 46  |           |
| 2017 | Indywidualne Mistrzostwa Polski  | Warszawa         |     |    |    |    |     |           |
| 2017 | Drużynowe Mistrzostwa Polski     | Olsztyn          |     |    |    |    |     |           |
| 2017 | Puchar świata                    | Chociebuż        |     |    |    | 4  |     |           |
| 2018 | Puchar świata                    | Guimarães        |     |    |    | 5  |     |           |
| 2018 | Indywidualne Mistrzostwa Polski  | Gdańsk           | 4   |    |    |    | 4   |           |
| 2018 | Mistrzostwa Europy               | Glasgow          |     |    |    | 41 | 59  | 13        |
| 2018 | Puchar Polski                    | Zabrze           |     |    |    |    |     |           |
| 2018 | Mistrzostwa świata               | Doha             | 49  |    | 96 | 60 | 102 | 22        |
| 2018 | Drużynowe Mistrzostwa Polski     | Olsztyn          |     |    |    |    |     |           |